# Cuarto
Cuarto är en ort i Mexiko.   Den ligger i kommunen Santa María Tonameca och delstaten Oaxaca, i den sydöstra delen av landet, 500 km sydost om huvudstaden Mexico City. Cuarto ligger 39 meter över havet och antalet invånare är 200.
Terrängen runt Cuarto är kuperad västerut, men österut är den platt. Cuarto ligger nere i en dal. Runt Cuarto är det ganska tätbefolkat, med 86 invånare per kvadratkilometer. Närmaste större samhälle är San Pedro Pochutla, 6,5 km öster om Cuarto. Omgivningarna runt Cuarto är en mosaik av jordbruksmark och naturlig växtlighet.